# Црна Млака (Јастребарско)
Црна Млака су насељено место у Загребачкој жупанији, у Републици Хрватској. Административно је у саставу града Јастребарског.
Насеље се налази 28 км југозападно од Загреба, на надморској висини од 112 метара, а простире се на површини од 11,80 км2.
На 9 км југоисточно на северnој страни Драганића шуме налази се мочвара Црна Млака. Улегнуће у рељефу узрокује сакупљање воде, где живе многе врсте животиња, од инсеката до сисара, а највише има птица. Откривено је 265 врста . Црна млака је добила статус посебног орнитолошког резервата.

## Становништво
Према задњем попису становништва из 2001. године у насељу Црна Млака живела су 42 становника који су живели у 12 породичних домаћинстава. Густина насељености је 3,56 становника на км2
Кретање броја становника по пописима 1857—2001.
| година пописа  | 1857. | 1869. | 1880. | 1890. | 1900. | 1910. | 1921. | 1931. | 1948. | 1953. | 1961. | 1971. | 1981. | 1991. | 2001. |
| бр. становника | 0     | 0     | 111   | 6     | 8     | 0     | 0     | 88    | 69    | 142   | 134   | 105   | 75    | 61    | 42    |

Напомена:Исказује се од 1880. У 1910. и 1921. подаци су садржани у насељу Доња Зденчина, општина Клинча Села. До 1948. исказивано као део насеља.